# Weiße Mulde
Die Weiße Mulde ist der rechte Quellbach der Zwickauer Mulde im Vogtland in Sachsen.

## Verlauf
Die Weiße Mulde entspringt nördlich von Kottenheide, einem Stadtteil von Schöneck, auf 770 m ü. NN. Die Quelle befindet sich unweit des Oberen Muldeteichs. Die von ihm abfließende Weiße Mulde verläuft in nördliche Richtung, vorbei am Unteren Muldeteich und mündet nach etwa 3 km in die Talsperre Muldenberg. Dort vereinigt sie sich mit der Roten Mulde zur Zwickauer Mulde.

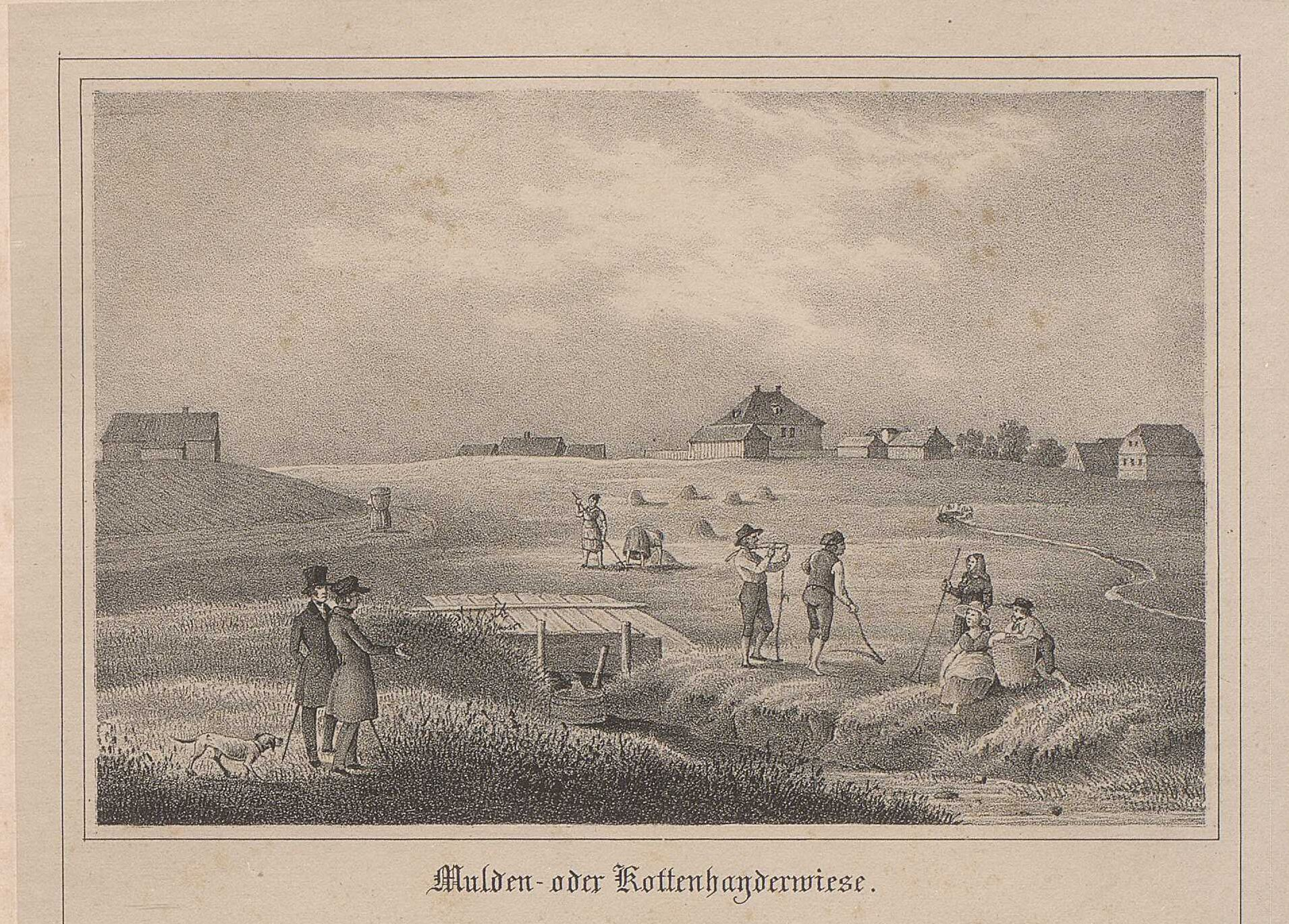
Quelle der Weißen Mulde (1848)
Zusammenfluss von Roter und Weißer Mulde im Staubereich der späteren Talsperre Muldenberg (geologische Karte, Stand 1909)